# Maryna Gąsienica-Daniel
Maryna Gąsienica-Daniel, née le 19 février 1994 à Zakopane, en Pologne, est une skieuse alpine polonaise.

## Biographie

### Enfance et formation
Elle est née le 19 février 1994 à Zakopane.

### Carrière
Elle prend part à des courses FIS et la Coupe d'Europe dès la saison 2009-2010.
Lors des Championnats du monde juniors 2013, à Mont Sainte-Anne, au Canada, Maryna Gąsienica-Daniel termine à la 5e place du slalom géant. En décembre 2013, elle est sélectionnée pour l'épreuve de Coupe du monde à Lienz, un slalom géant.
Elle prend part aux Jeux olympiques d'hiver de 2014, où elle est 32e en slalom géant.
C'est en février 2017 qu'elle marque ses premiers points en Coupe du monde avec une 26e place au super combiné de Crans-Montana. Lors de l'édition 2018, elle finit toutes ses courses avec pour résultats 24e en descente, 26e en super G, 27e en slalom géant et 16e en combiné.
En septembre 2019 Maryna Gąsienica-Daniel se blesse gravement lors d'un stage à Ohau en Nouvelle-Zélande : à la suite d'une chute elle souffre d'une fracture du tibia qui la prive de la saison 2019-2020. Elle revient à la compétition un an plus tard lors du slalom géant d'ouverture de la coupe du monde à Sölden.

### Vie de famille
Sa sœur Agnieszka est aussi une skieuse alpine.

## Palmarès

### Jeux olympiques d'hiver
| Épreuve / Édition | Sotchi 2014 | Pyeongchang 2018 | Pékin 2022 |
| Descente          |             | 24e              |            |
| Super G           | Abandon     | 26e              | 26e        |
| Slalom géant      | 32e         | 27e              | 8e         |
| Slalom            | Abandon     |                  |            |
| Combiné           |             | 16e              |            |

### Championnats du monde
| Épreuve / Édition | Schladming 2013 | Beaver Creek 2015 | Saint-Moritz 2017 | Åre 2019 | Cortina d'Ampezzo 2021 |
| Super G           | Abandon         | 34e               | 32e               | Abandon  | 27e                    |
| Slalom géant      | 34e             | 38e               | 32e               | 32e      | 6e                     |
| Slalom            | Abandon         | 35e               | Abandon           | —        | —                      |
| Combiné           | —               | —                 | 23e               | 21e      | 12e                    |

### Coupe du monde
- Meilleur classement général : 95e en 2019.
- Meilleur résultat : 17e.

#### Classements en Coupe du monde
| Année/Classement | Année/Classement | Général | Général | Descente | Descente | Slalom | Slalom | Slalom géant | Slalom géant | Super G | Super G | Combiné | Combiné |
| ---------------- | ---------------- | ------- | ------- | -------- | -------- | ------ | ------ | ------------ | ------------ | ------- | ------- | ------- | ------- |
| Année/Classement | Année/Classement | Class.  | Points  | Class.   | Points   | Class. | Points | Class.       | Points       | Class.  | Points  | Class.  | Points  |
| 2017             | 2017             | 122e    | 5       | —        | —        | —      | —      | —            | —            | —       | —       | 50e     | 5       |
| 2018             | 2018             | 110e    | 15      | —        | —        | 47e    | 14     | —            | —            | —       | —       | 42e     | 1       |
| 2019             | 2019             | 95e     | 28      | —        | —        | 37e    | 3      | 35e          | 25           | —       | —       | —       | —       |

### Coupe d'Europe
- 4 victoires en géant : deux à Andalo en 2018 et deux à Hippach en 2020[5].

### Universiades
- 2013 à Trente (Italie):
  -  Médaille d'or en slalom géant.

### Championnats de Pologne
- Championne de slalom géant en 2015.